# Sankt Georgen im Attergau
Sankt Georgen im Attergau osztrák mezőváros Felső-Ausztria Vöcklabrucki járásában. 2018 januárjában 4375 lakosa volt.

## Elhelyezkedése

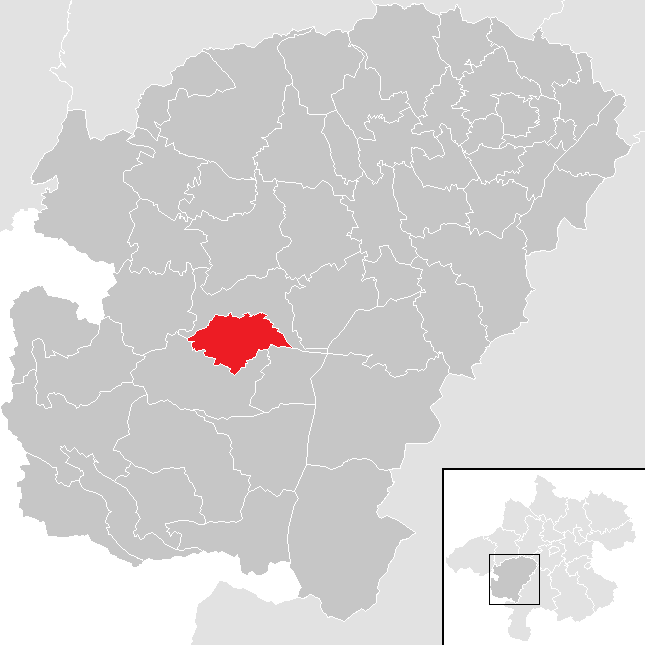
Sankt Georgen im Attergau a Vöcklabrucki járásban

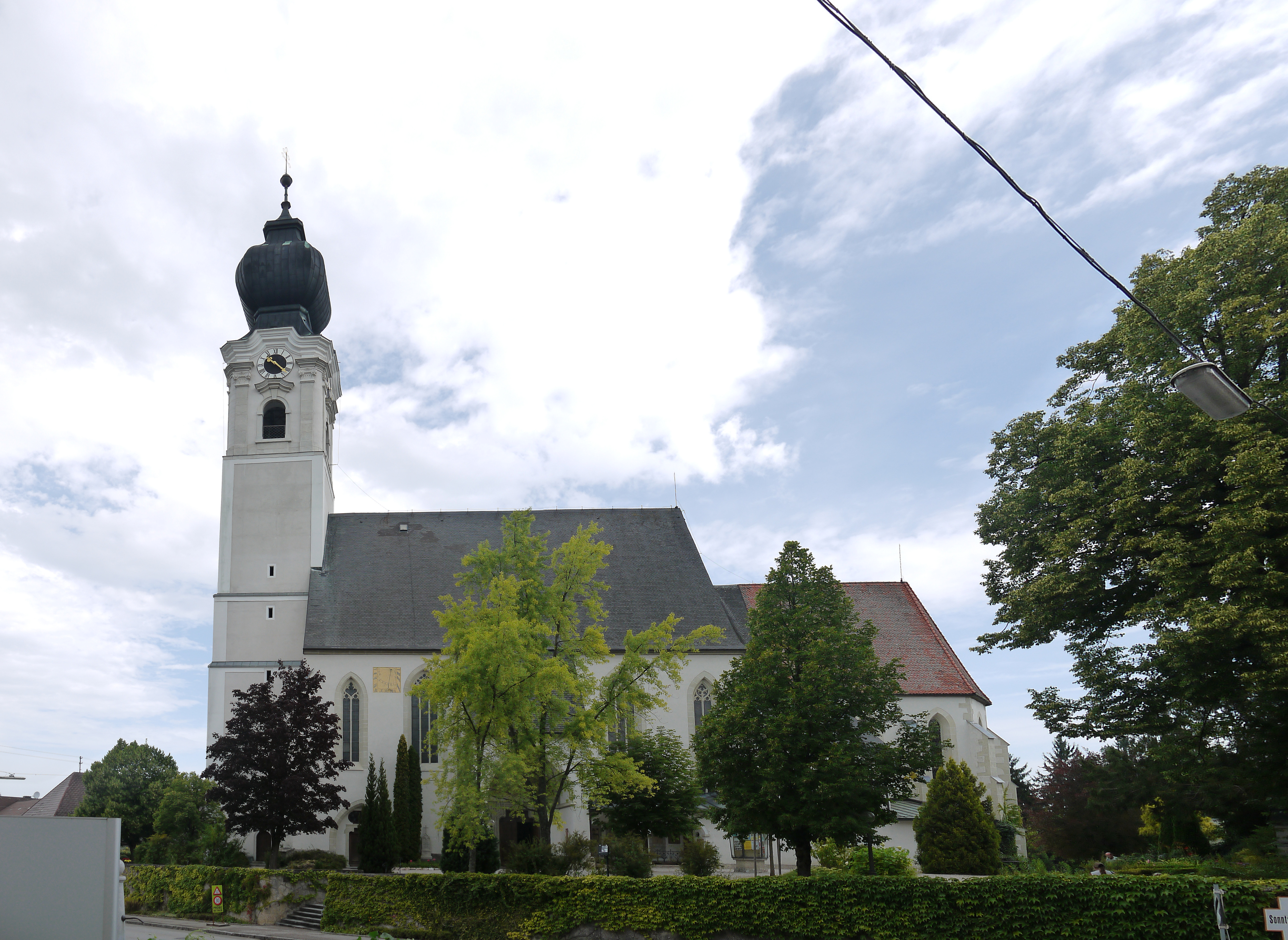
A Szt. György-plébániatemplom

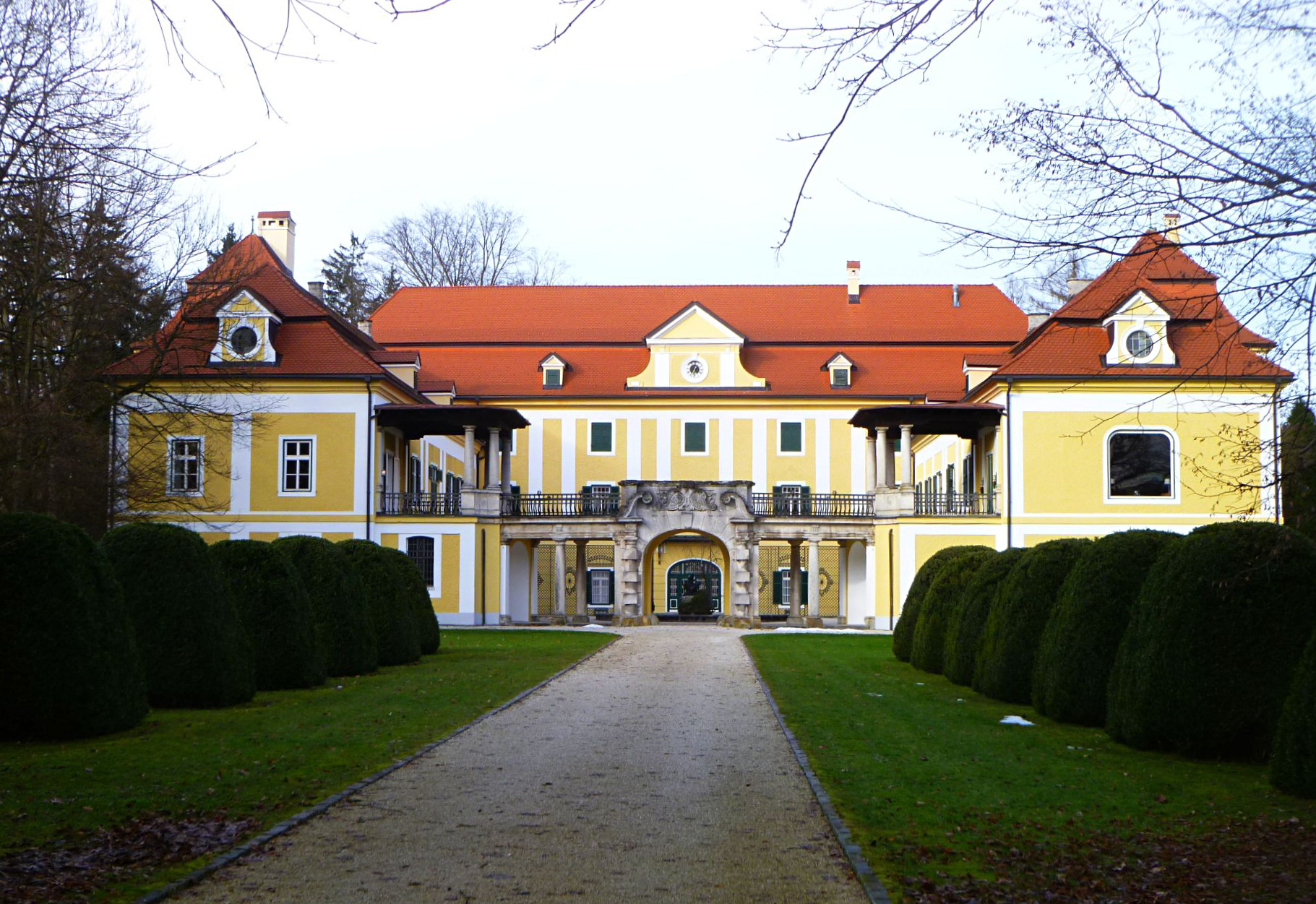
A Kogl-kastély

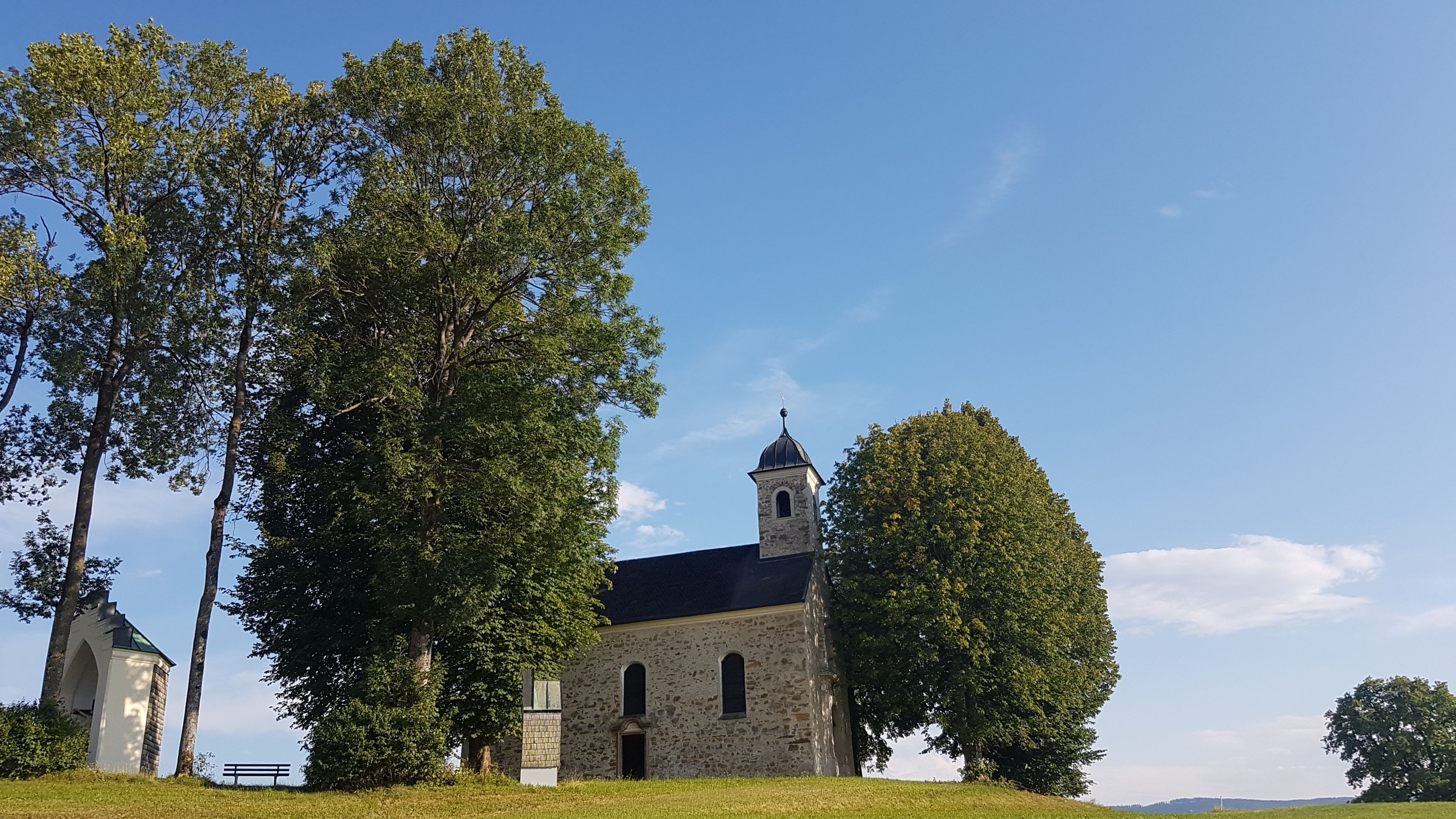
A kálváriatemplom

Sankt Georgen im Attergau Felső-Ausztria Hausruckviertel régiójában, a Salzkammergut tóvidékén, az Atterseetől északnyugatra helyezkedik el, a Dürre Ager folyó mentén. Területének 18,1%-a erdő, 65,8% áll mezőgazdasági művelés alatt. Legmagasabb pontja a 808 méteres Buchberg. Az önkormányzat 11 településrészt és falut egyesít: Aich (28 lakos 2018-ban), Alkersdorf (152), Bergham (29), Buch (40), Kogl (358), Königswiesen (31), Lohen (215), Lohened (174), St. Georgen im Attergau (2986), Thalham (289) és Thern (73).
A környező önkormányzatok: északra Berg im Attergau, délkeletre Attersee am Attersee, délnyugatra Straß im Attergau.

## Története
A Buchbergen a régészek kelta települést tártak fel. Az i. e. 4. századtól Noricum kelta királyságának volt része. A királyságot i. e. 15. században a Római Birodalom kebelezte be, majd i. sz. 550 körül germán bajorok telepedtek meg a térségben, amelyet Attergaunak neveztek el. A név először 790-ben jelenik meg írásban. Nagyjából ekkor alapíthatták Attergaudorfot is, amelyet később temploma védőszentje után Sankt Georgennek kereszteltek át. Az Attergau nagyrészt bajor hercegi birtok volt, amely bukásuk után Nagy Károly frank császárra szállt. Az uradalom központja ekkor a szomszédos Atterhofenben (ma Attersee am Atterse) volt, ahol egy királyi vár is épült. 1007-ben II. Henrik császár a bambergi püspöknek adományozta az Attergaut. 1120-ig a település Altmünster plébániája alá tartozott. Önálló egyházközséggé valamivel 1200 előtt válhatott. 1156-ban a térség a Bajor Hercegségtől átkerült Ausztriához.
1264-ben a Koglbergnek megépült Kogl vára. Amikor 1379-ben a Habsburgok megszerezték a bambergi püspöktől az Attergaut, az uradalmi központot átköltöztették Atterseeből a jobban védhető várba. St. Georgent 1463-ban mezővárosi rangra emelték.
1848-ban felszámolták a feudális birtokrendszert, így a kogli uradalom is megszűnt, helyét választott városi tanács vette át. A köztársaság 1918-as megalakuláskor a település Felső-Ausztria tartományához került. 1938-ban Ausztria csatlakozott a Német Birodalomhoz, a régiót pedig az Oberdonaui gauba sorolták be. A nemzetiszocialista érában Thalhamban birodalmi munkaszolgálatos (RAD) tábort építettek, amelyet a második világháború után menekülttáborként hasznosítottak, 1947 után pedig tüdőszanatóriumot rendeztek be benne. Az 1960-as évektől ismét menekülteket szállásoltak el itt, akik főleg Ugandából, a kelet-európai vagy a balkáni országokból érkeztek.

## Lakosság
A Sankt Georgen im Attergau-i önkormányzat területén 2018 januárjában 4375 fő élt. A lakosságszám 1900 óta gyarapodó tendenciát mutat. 2015-ben a helybeliek 84,2%-a volt osztrák állampolgár; a külföldiek közül 2,7% a régi (2004 előtti), 3,3% az új EU-tagállamokból érkezett. 4,6% a volt Jugoszlávia (Szlovénia és Horvátország nélkül) vagy Törökország, 5,2% egyéb országok polgára. 2001-ben a lakosok 79,7%-a római katolikusnak, 5,5% evangélikusnak, 8,6% mohamedánnak, 3,3% pedig felekezeten kívülinek vallotta magát. Ugyanekkor 10 magyar élt a mezővárosban. A legnagyobb nemzetiségi csoportot a német (86,9%) mellett a horvátok (2,3%) és a szerbek (1,4%) alkották.

## Látnivalók
- A Szt. György-plébániatemplomot 1389-1406 között építették, tornya eredetileg a védművek közé tartozott. A tornyot a 18. század elején megmagasították és ekkor kapta hagymakupoláját is.
- Kogl várát 1264-ben építették a Koglberg tetején. 1524 után lakatlanná vált és romba dőlt.
- a Kogl-kastély a Koglberg lábánál 1435 és 1441 között épült és akkor még Neuatterseei kastélynak hívták. 1710-ben barokk stílusban átépítették. 1872 óta a Mayr-Melnhof családé.
- kelta tanösvény a Koglbergen
- a múzeummá átalakított Aigner-ház
- az általános iskola régi épületében kialakított Kultúrház, ahol művészeti és régészeti kiállítások láthatók.
- 2012 óta Sankt Georgenből indul és ide fut be a Race around Austria 2200 km-es kerékpárverseny.

## Híres st. georgeniek
- Johann Beer (1655–1700) író, zeneszerző

## Fordítás
- Ez a szócikk részben vagy egészben  a   St. Georgen im Attergau című német Wikipédia-szócikk ezen változatának fordításán alapul.  Az eredeti cikk szerkesztőit annak laptörténete sorolja fel. Ez a jelzés csupán a megfogalmazás eredetét és a szerzői jogokat jelzi, nem szolgál a cikkben szereplő információk forrásmegjelöléseként.